# Hallelesis macrones
Hallelesis macrones är en fjärilsart som beskrevs av William Chapman Hewitson 1874. Hallelesis macrones ingår i släktet Hallelesis och familjen praktfjärilar. Inga underarter finns listade i Catalogue of Life.